# Attack
Attack – pierwszy singel promujący drugi album zespołu 30 Seconds to Mars, „A Beautiful Lie” (2005). Został wydany 3 maja 2005 roku (USA).
Wideo do piosenki nagrane zostało w jednym z hollywoodzkich hoteli.